# Atractodes ambiguus
Atractodes ambiguus är en stekelart som beskrevs av Johannes Friedrich Ruthe 1859. Atractodes ambiguus ingår i släktet Atractodes och familjen brokparasitsteklar. Arten är reproducerande i Sverige. Inga underarter finns listade.